# 亨氏牛羚
亨氏牛羚（學名：Damaliscus hunteri）是生活在肯雅及索馬利亞邊界乾燥草原的狷羚。
亨氏牛羚又稱為「四眼狷羚」，這是因牠們那大型的眶下腺。亨氏牛羚肩高100-125厘米及體重80-118公斤。牠們的毛皮是沙褐色的，雄性的毛皮較雌性的為灰，而腹部較淺色及在鼻粱上有白帶。頸背有一層非常厚的皮，當耳朵收起時形成一隆起部份。角呈豎琴形及明顯是環狀角。
亨氏牛羚可以在乾燥的草原上找到。牠們是於暮晨出沒的動物，早上及晚上會牧草。群族包含2-40頭雌羚，並由一頭雄羚所帶領；而5頭雄羚亦會組成單身的群族。整個群族多不會有遷徙，因雄性多是有領地的。當激烈爭鬥時，雄羚會以膝部蹲下，但當摔角時則會以四肢站立。
亨氏牛羚是極危的動物，野生數目約為500-1200頭。於1970年代，數量約為14000頭，但到了1980年代就只有7000頭。亨氏牛羚數目的下降相信是因家牛的競爭及乾旱令疫病漫延。

## 外部連結
- . ITIS.